# حيرام باورز
حيرام باورز (بالإنجليزية: Hiram Powers)‏ هو نحات أمريكي، ولد في 29 يونيو 1805 في وودستوك في الولايات المتحدة، وتوفي في 27 يونيو 1873 في فلورنسا في إيطاليا.
من أشهر منحوتاته «العبدة اليونيانية» الموجود حالياً في قلعة رابي في إنجلترا، وهي من أشهر المنحوتات الأمريكية في القرن التاسع عشر.

## وصلات خارجية
- حيرام باورز على موقع الموسوعة البريطانية (الإنجليزية)
- حيرام باورز على موقع إن إن دي بي (الإنجليزية)